# Delicate Sound of Thunder (video)
Delicate Sound of Thunder je videozáznam koncertu britské skupiny Pink Floyd. Video bylo na VHS a laserdiscu vydáno v červnu 1989, s vydáním na DVD či BD se v současné době nepočítá.
V letech 1987 až 1989 uskutečnili Pink Floyd rozsáhlé turné při příležitosti vydání alba A Momentary Lapse of Reason (1987). V roce 1988 bylo vydáno koncertní album Delicate Sound of Thunder, které bylo natočeno na vystoupeních v srpnu téhož roku v Nassau Coliseum v New Yorku. Stejné koncerty (celkem pět mezi 19. a 23. srpnem 1988) byly i nafilmovány. Pro videozáznam Delicate Sound of Thunder byl kromě těchto záběrů použit i materiál natočený v červnu 1988 na dvou koncertech ve francouzském Versailles.

## Seznam skladeb
1. „Shine On You Crazy Diamond“ (Gilmour, Waters, Wright/Waters)
2. „Signs of Life“ (Gilmour, Ezrin)
3. „Learning to Fly“ (Gilmour, Moore, Ezrin, Carin)
4. „Sorrow“ (Gilmour/Gilmour)
5. „The Dogs of War“ (Gilmour, Moore)
6. „On the Turning Away“ (Gilmour, Moore)
7. „One of These Days“ (Waters, Wright, Mason, Gilmour)
8. „Time“ (Mason, Waters, Gilmour, Wright/Waters)
9. „On the Run“ (Gilmour, Waters)
10. „The Great Gig in the Sky“ (Wright/Torry)
11. „Wish You Were Here“ (Gilmour, Waters/Waters)
12. „Us and Them“ (Waters, Wright/Waters)
13. „Money“ (Waters/Waters) – pouze v americké verzi NTSC
14. „Comfortably Numb“ (Gilmour, Waters/Waters)
15. „One Slip“ (Gilmour, Manzanera)
16. „Run Like Hell“ (Gilmour, Waters/Waters)
17. „Shine On You Crazy Diamond“ (credits) (Gilmour, Waters, Wright/Waters)

## Obsazení
- Pink Floyd:
  - David Gilmour – kytary, zpěv
  - Rick Wright – klávesy, vokály, zpěv ve skladbách „Time“ a „Comfortably Numb“
  - Nick Mason – bicí, perkuse
- Tim Renwick – kytary, vokály
- Guy Pratt – baskytara, vokály, zpěv ve skladbách „Comfortably Numb“ a „Run Like Hell“
- Jon Carin – klávesy, vokály, zpěv ve skladbě „Comfortably Numb“
- Scott Page – saxofony, kytary
- Gary Wallis – perkuse
- Rachel Fury, Durga McBroom, Margret Taylor – vokály